# Roè Volciano
Roè Volciano es una localidad y comune italiana de la provincia de Brescia, región de Lombardía, con 4.177 habitantes.

## Evolución demográfica
| Gráfica de evolución demográfica de Roè Volciano entre 1861 y 2001 |
|                                                                    |
| Fuente ISTAT - elaboración gráfica de Wikipedia                    |